# Liste der Biografien/Gu
Liste der Biografien |
Portal Biografien |
Personensuche
# |
A |
B |
C |
D |
E |
F |
G |
H |
I |
J |
K |
L |
M |
N |
O |
P |
Q |
R |
S |
T |
U |
V |
W |
X |
Y |
Z |
?
 
Ga |
Gb |
Gc |
Gd |
Ge |
Gf |
Gh |
Gi |
Gj |
Gk |
Gl |
Gm |
Gn |
Go |
Gp |
Gq |
Gr |
Gs |
Gu |
Gv |
Gw |
Gy |
Gz
 
Gua |
Gub |
Guc |
Gud |
Gue |
Guf |
Gug |
Guh |
Gui |
Guj |
Guk |
Gul |
Gum |
Gun |
Guo |
Gup |
Gur |
Gus |
Gut |
Guu |
Guv |
Guw |
Guy |
Guz
Die Liste der Biografien führt alle Personen auf, die in der deutschsprachigen Wikipedia einen Artikel haben. Dieses ist eine Teilliste mit 36 Einträgen von Personen, deren Namen mit den Buchstaben „Gu“ beginnt.

## Gu
- Gu Chaohao (1926–2012), chinesischer Mathematiker
- Gu Chujun, chinesischer Unternehmer
- Gu Kaizhi (344–405), chinesischer Maler
- Gu Yuting (* 1995), chinesische Tischtennisspielerin
- Gu, Beibei (* 1980), chinesische Synchronschwimmerin
- Gu, Bon-gil (* 1989), südkoreanischer Säbelfechter und Olympiasieger
- Gu, Byeong-mo (* 1976), südkoreanische Schriftstellerin
- Gu, Cang (* 2002), chinesischer Biathlet
- Gu, Changwei (* 1957), chinesischer Kameramann und Filmregisseur
- Gu, Cheng (1956–1993), chinesischer Dichter, Essayist und Romanautor
- Gu, Eileen (* 2003), US-amerikanische Freestyle-Skisportlerin
- Gu, Gai (* 1989), chinesische Behindertensportlerin im Tischtennis
- Gu, Guangming (* 1959), chinesischer Fußballspieler
- Gu, Hara (1991–2019), südkoreanische PopsängerinGu Hara (1991–2019)

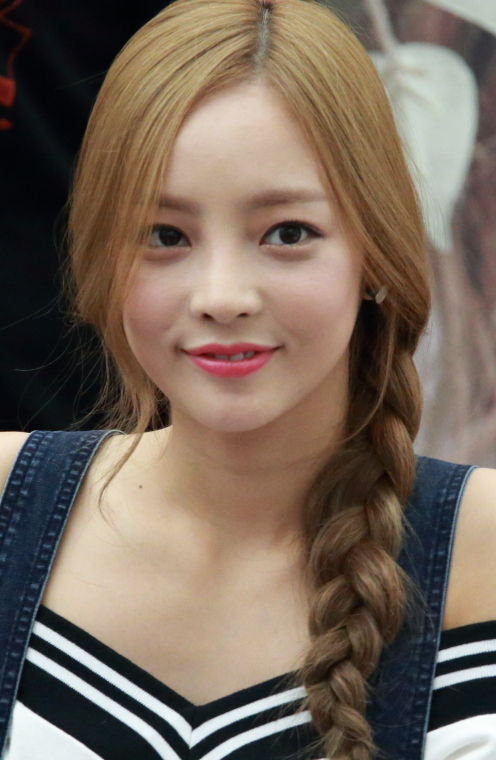
Gu Hara (1991–2019)

- Gu, Hong (* 1988), chinesische Boxerin
- Gu, Hongming (1857–1928), malaysisch-chinesischer Anglist, Literat, Philosoph und Politiker
- Gu, Jiaming (* 1964), chinesische Badmintonspielerin
- Gu, Jingzhou (1915–1996), chinesischer Porzellan-Künstler
- Gu, Juan (* 1990), singapurische Badmintonspielerin
- Gu, Jun (* 1975), chinesische Badmintonspielerin
- Gu, Kailai (* 1958), chinesische Anwältin
- Gu, Li (* 1982), chinesischer Go-Spieler
- Gu, Ruochen (* 1994), chinesische Tischtennisspielerin
- Gu, Sang-bum (* 1964), südkoreanischer Fußballspieler und -trainer
- Gu, Shi (* 1985), chinesische Science-Fiction-Schriftstellerin sowie Stadtplanerin
- Gu, Sung-yun (* 1994), südkoreanischer Fußballspieler
- Gu, Tan, chinesischer Beamter der Wu-Dynastie
- Gu, Xiao (* 1993), chinesische Synchronschwimmerin
- Gu, Xiaoli (* 1971), chinesische Ruderin
- Gu, Xiulian (* 1936), chinesische Politikerin
- Gu, Xuewu (* 1957), chinesisch-deutscher Politikwissenschaftler
- Gu, Yanwu (1613–1682), chinesischer Universalgelehrter
- Gu, Yasha (* 1990), chinesische Fußballspielerin
- Gu, Yong-ju (1955–2001), nordkoreanischer Amateurboxer
- Gu, Yuan (* 1982), chinesische Hammerwerferin
- Gu-Konu, Gerson (1932–2006), togolesischer Friedens- und Menschenrechtsaktivist